# Hochschule für Angewandte Technik Shanghai

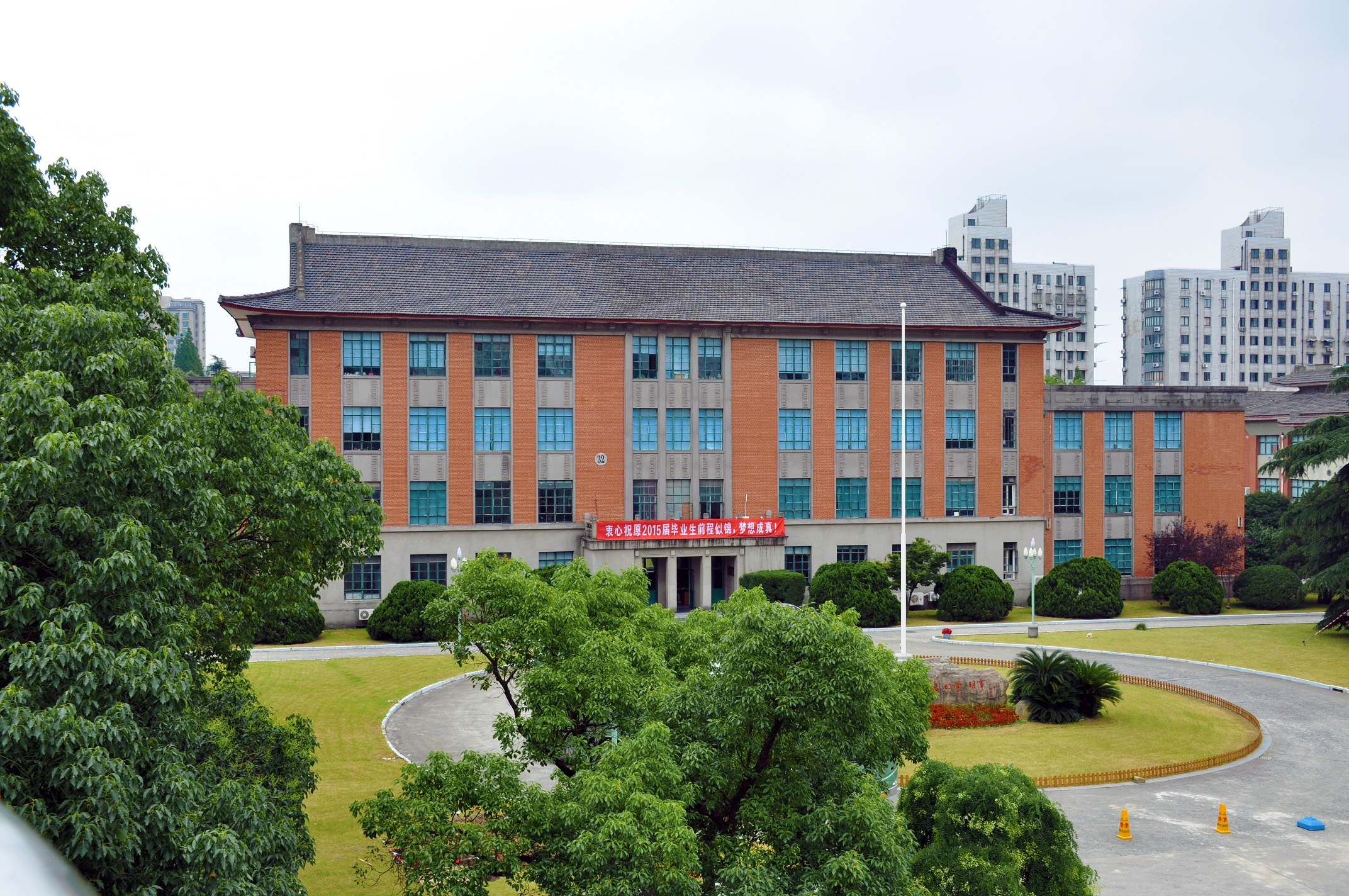
Hochschule für Angewandte Technik Shanghai

Die Hochschule für Angewandte Technik Shanghai (上海应用技术大学, Pinyin: Shanghai Yingyong Jishu Ｄaxue), im englischen Sprachraum bekannt als Shanghai Institute of Technology bzw. Shanghai Institute for Applied Technology, ist eine technische Hochschule in der Volksrepublik China. Sie wurde 2001 durch die Vereinigung der drei staatlichen technischen Hochschulen in Shanghai gegründet. Sie umfasst 14 Fakultäten mit 32 Studiengängen.